# Leleakî, Varva
Leleakî (în ucraineană Леляки) este o comună în raionul Varva, regiunea Cernihiv, Ucraina, formată numai din satul de reședință.

## Demografie
Componența lingvistică a comunei Leleakî
     Ucraineană (98,46%)
     Rusă (1,54%)
Conform recensământului din 2001, majoritatea populației comunei Leleakî era vorbitoare de ucraineană (98,46%), existând în minoritate și vorbitori de rusă (1,54%).